# Bruno Praticò
Répertoire
- Bartolo (Il Barbiere di siviglia)
- Don Magnifico (La Cenerentola)
- Mustafà (L'Italiana in Algeri)
- Dulcamara (L'elisir d'amore)
Bruno Praticò, né le 16 mai 1958 à Aoste, est un baryton-basse italien, spécialisé dans les rôles de basse-bouffe, comme Dulcamara (L'Elisir d'Amore) ou Mustafà (L'Italiana in Algeri).

## Biographie
Son répertoire est très vaste et s'étend de Mozart jusqu'au romantique italien ; Rossini, Bellini, Donizetti, Verdi et Puccini. Il a aussi pu chanter, grâce à sa polyvalence, dans des opéras plus contemporains du XXe siècle, comme Divorzio all'italiana, de Giorgio Battistelli,.
Participant régulièrement au Festival de Pesaro, il reçoit, en 1998, le prix Rossini d'oro, après avoir interprété Don Magnifico dans La Cenerentola de Rossini. D'ailleurs, Don Magnifico fait partie des rôles qu'il a incarné le plus souvent, tout comme Don Pomponio (La gazzetta), Raimbaud (Le Comte Ory), Gamberotto (L'equivoco stravagante), Giorgio (Torvaldo e Dorliska) ainsi que le Baron Trombonok (Il viaggio a Reims),.

## Carrière
Il a étudié avec le baryton Giuseppe Valdengo, puis a suivi des masterclass au Teatro alla Scala, à Milan, avec Rodolfo Celletti, un musicologue et critique musicale. Il a par la suite été engagé dans le monde entier,.
Praticò est un artiste très populaire en Italie, et il est considéré comme l'un des meilleurs baryton-basse. Aujourd'hui, il ne chante plus, et sa dernière prestation était en septembre 2019, dans le rôle de Bartolo (Il Barbiere di Siviglia),.

## Répertoire
Son vaste répertoire est composé de presque tous les plus grands rôles de baryton-basse et basse-bouffe de l'opéra romantique italien, par exemple on peut citer Bartolo (Il barbiere di Siviglia), Dulcamara (L'elisir d'amore) ou Don Pasquale (Don Pasquale). De plus, la popularité de Praticò l'a beaucoup fait voyager, de New York à Tokyo, en passant par Madrid, Vienne, Pesaro ou encore Bologne. Depuis son premier rôle au Festival de Pesaro, il y est devenu, en 1993, un invité régulier,.
| Rôle               | Opéra                                    | Compositeur             |
| ------------------ | ---------------------------------------- | ----------------------- |
| Bartolo            | Il Barbiere di Siviglia                  | Gioacchino Rossini      |
| Mustafà / Taddeo   | L'Italiana in Algeri                     | Gioacchino Rossini      |
| Le Baron Trombonok | Il viaggio a Reims                       | Gioacchino Rossini      |
| Don Magnifico      | La Cenerentola                           | Gioacchino Rossini      |
| Gamberotto         | L'equivoco stravagante                   | Gioacchino Rossini      |
| Giorgio            | Torvaldo e Dorliska                      | Gioacchino Rossini      |
| Raimbaud           | Le Comte Ory                             | Gioacchino Rossini      |
| Don Pomponio       | La gazzetta                              | Gioacchino Rossini      |
| Gaudenzio          | Il signor Bruschino                      | Gioacchino Rossini      |
| Tobia Mill         | La cambiale di matrimonio                | Gioacchino Rossini      |
| Dulcamara          | L'elisir d'amore                         | Gaetano Donizetti       |
| Don Pasquale       | Don Pasquale                             | Gaetano Donizetti       |
| Sulpice            | La Fille du régiment                     | Gaetano Donizetti       |
| Tommaso            | La romanziera e l'uomo nero              | Gaetano Donizetti       |
| Mamma Agata        | Le convenienze ed inconvenienze teatrali | Gaetano Donizetti       |
| Gianni Schicchi    | Gianni Schicchi                          | Giacomo Puccini         |
| Ping               | Turandot                                 | Giacomo Puccini         |
| Maurizio           | I quatro rusteghi                        | Ermanno Wolf-Ferrari    |
| Figaro / Bartholo  | Le Nozze di Figaro                       | Wolfgang Amadeus Mozart |
| Don Alfonso        | Così fan tutte                           | Wolfgang Amadeus Mozart |
| Selim              | Die Entführung aus dem Serail            | Wolfgang Amadeus Mozart |
| Don cassandro      | La finta semplice                        | Wolfgang Amadeus Mozart |
| Nilakantha         | Lakmé                                    | Léo Delibes             |
| Zurga              | Les Pêcheurs de perles                   | Georges Bizet           |